# Heuilley-sur-Saône
Heuilley-sur-Saône [œjɛ syʁ son] ist eine französische Gemeinde im Département Côte-d’Or in der Region Bourgogne-Franche-Comté.

## Bevölkerungsentwicklung
| Jahr                       | 1962 | 1968 | 1975 | 1982 | 1990 | 1999 | 2007 | 2016 | 2019 |
| Einwohner                  | 333  | 331  | 303  | 267  | 266  | 296  | 298  | 337  | 327  |
| Quellen: Cassini und INSEE |      |      |      |      |      |      |      |      |      |

Die Bevölkerungskurve hatte ihren Gipfel 1840 mit 900 Einwohnern, zurzeit hat die Gemeinde 334 Einwohner (Stand 1. Januar 2022). Während acht Jahrhunderten befand sich die Kommune an der Grenze (dem Fluss Saône) zwischen dem Königreich Frankreich und dem Heiligen Römischen Reich. Später, von 1678 bis 1789, stießen hier die Grenzen von drei Provinzen zusammen, vom Herzogtum Burgund, der Franche-Comté und der Champagne.